# William Craig (Logiker)

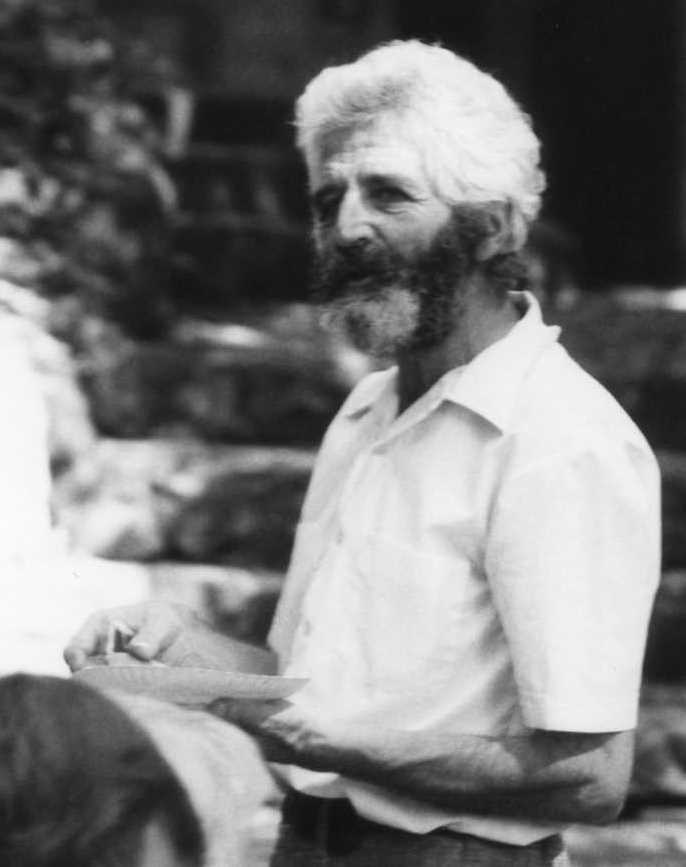
William Craig bei einem Picnic der Berkeley Logic Group 1977

William Craig (* 13. November 1918 in Nürnberg; † 13. Januar 2016) war ein Philosophie-Professor der University of California, Berkeley, in Berkeley, Kalifornien. 1951 promovierte er an der Harvard University mit dem Thema A Theorem about First Order Functional Calculus with Identity, and Two Applications.
Sein Hauptarbeitsgebiet umfasste die mathematische Logik und Wissenschaftsphilosophie. Bekannt wurde er für sein Craig-Interpolation-Theorem, nicht zu verwechseln mit dem ebenfalls von ihm in den 50er Jahren publizierten Craig Theorem über Axiomatisierung rekursiv aufzählbarer Theorien.